# Nadejda von Mekk
Nadejda Filaretovna von Mekk (em russo:  Надежда Филаретовна фон Мекк; 10 de fevereiro [Calend. juliano: 29 de janeiro] 1831  –  13 de janeiro de 1894) foi uma empresária russa que se tornou uma influente patrona das artes, especialmente da música. Ela é mais conhecida hoje por seu relacionamento artístico com Piotr Ilitch Tchaikovski, apoiando-o financeiramente por treze anos para que ele pudesse dedicar-se em tempo integral à composição, ao mesmo tempo em que estipulava que eles nunca deveriam se encontrar. Tchaikovski dedicou sua Sinfonia nº 4 em Fá menor a ela. Ela também forneceu apoio financeiro a vários outros músicos, incluindo Nikolai Rubinstein e Claude Debussy. 

## Vida

### Infância
Nadejda von Mekk nasceu Nadejda Filaretovna Frolovskaia, em uma família que possuía grandes propriedades fundiárias. De seu pai, Filaret Frolovski, ela abraçou seu amor pela música desde cedo, enquanto de sua mãe, Anastasia Dimitrievna Potemkina, ela adquiriu grande energia, determinação e visão de negócios. 
Em sua juventude uma séria estudante de música, Nadejda tornou-se uma pianista capaz e com um bom conhecimento do repertório clássico. Ela também dominou algumas línguas estrangeiras, aprendeu a apreciar as artes visuais e leu amplamente sobre literatura, história e filosofia, especialmente o trabalho de Arthur Schopenhauer e do idealista russo Vladimir Soloviov. 

### Casamento
Aos dezessete anos, Nadejda casou-se com Karl Otto Georg von Mekk, um engenheiro de 27 anos e filho do major Otto Adam von Mekk e Wilhelmine Hafferberg - alemães bálticos de Riga. Juntos, eles tiveram treze filhos, dos quais onze sobreviveram até a idade adulta. 
Como funcionário do governo, a vida de Karl von Mekk transcorria sem problemas mas seu trabalho era mal remunerado. Com várias crianças rapidamente adicionadas às suas responsabilidades, no entanto, ele estava relutante em fazer abandonar um posto estável. 
Nadejda von Mekk via as coisas de maneira muito diferente. Para ela, preencher os papéis de mãe, enfermeira, governanta, costureira, e empregada doméstica era muito mais fácil de suportar do que a humilhação de ver o marido como uma engrenagem na máquina de uma organização governamental.  
A Rússia, desesperadamente carente de ferrovias, estava expandindo sua rede de comunicações rapidamente, e Nadejda foi perspicaz o suficiente para ver que o futuro do marido estava nesse setor. Ela continuamente exerceu pressão sobre o marido para encontrar um parceiro com capital, e para participar do boom da construção de ferrovias na Rússia. 
Mekk finalmente cedeu às pressões de sua esposa e demitiu-se do serviço civil, em um momento em que eles tinham uma renda de apenas vinte copeques por dia para viver. Nadejda estava certa, no entanto, em confiar no talento do marido como engenheiro. Em 1860, havia apenas 100 milhas de trilhos de trem na Rússia. Vinte anos depois, havia mais de 15.000 milhas de linhas. Grande parte dessa explosão deveu-se a Karl von Mekk, e seus investimentos fizeram dele um multimilionário. As linhas ferroviárias pelas quais ele era responsável incluíam a Kursk-Kiev, e a altamente lucrativa linha Moscou-Riazan, com seu monopólio efetivo do transporte de grãos da região da terra negra da Rússia central. 
Em 1876, Karl von Mekk morreu repentinamente, deixando um testamento que deu a Nadejda o controle de suas vastas propriedades financeiras. Isso incluiu duas redes ferroviárias, grandes propriedades fundiárias e vários milhões de rublos em investimentos. Com sete de seus onze filhos ainda em casa, Nadejda von Mekk concentrou-se em seus negócios e na educação das crianças que ainda dependiam dela. Ela vendeu uma das empresas ferroviárias de Mekk e dirigiu a outra com a ajuda de seu irmão e seu filho mais velho, Vladimir. 

### Retirada da sociedade

Nikolai Rubinstein

Após a morte de seu marido, Nadejda von Mekk retirou-se para uma reclusão quase completa. Ela inclusive se recusou a encontrar os parentes daqueles com os quais seus filhos iam se casar, e nunca compareceu a nenhum de seus casamentos. 
Segundo todos os relatos, Nadejda von Mekk era imperiosa por natureza, presidindo sua casa despoticamente. Ela esperava poder tomar suas decisões de maneira independente, então cercou-se apenas de pessoas que lhe permitiam isso. Isso incluiu envolver-se em todos os detalhes da vida de seus filhos. Ao crescerem, ela organizou seus casamentos, comprou casas para eles e até escolheu móveis para suas casas. Quando ela queria ver seus filhos casados, ela os convocava, em vez de convidá-los. Compreensivelmente, seus filhos nem sempre estiveram gratos pelo extremo grau de cuidado da mãe, vendo-o como intromissão. 
Nadejda von Mekk estava sempre compulsivamente ocupada. Ela levava seus servos mais antigos em sessões periódicas de inspeção de sua casa, da adega ao telhado.  
Von Mekk provavelmente sabia que era difícil de tolerar. Ela escreveu para Tchaikovski: "Sou muito antipática em minhas relações pessoais, porque não possuo nenhuma feminilidade; em segundo lugar, não sei como ser terna, e essa característica passou para toda a minha família. Todos nós temos medo de ser afetados ou sentimentais e, portanto, a natureza geral de nossos relacionamentos familiares é camaradagem ou masculinidade, por assim dizer."

### Visões pessoais
Nadejda von Mekk era um ateu professado, o que não era incomum na Rússia aristocrática da década de 1870. Sua feroz necessidade por independência, por outro lado, era muito incomum para uma mulher da época. Sua divisão entre isso e preocupação com sua família resultou em contradições entre suas crenças e ações. Seus pontos de vista sobre assuntos do coração eram estritamente morais, mas ela não acreditava no casamento como uma instituição social e regularmente professava essa opinião a Tchaikovski. "Você pode pensar, meu querido Piotr Ilitch, que sou um grande admirador do casamento", escreveu ela em 31 de março de 1878, "mas para que você não se engane em nada que se refira a mim, direi que sou, pelo contrário, um inimigo irreconciliável dos casamentos, mas quando discuto a situação de outra pessoa, considero necessário fazê-lo do ponto de vista dele." Em outra ocasião, ela declarou considerar que "A distribuição de direitos e obrigações, conforme determinado pelas leis sociais, é especulativa e imoral".
Apesar disso, Nadejda von Mekk aceitava o casamento como um instrumento de estabilidade social e procriação, e sua própria experiência matrimonial pode tê-la forçado a reconhecer esses seus aspectos. Talvez por isso, ela insistiu em casar seus filhos o mais rapidamente possível — uma maneira de assegurar sua estabilidade caso ela já não estivesse presente. 

## Apoio das artes
Com sua grande riqueza e sua paixão pela música, Nadejda von Mekk tornou-se um grande motor das artes performáticas russas. A única exceção à sua reclusão geral era a série de concertos da Sociedade Musical Russa em Moscou, à qual ela assistia incógnita, sentada sozinha na sacada. Por meio desses concertos, ela conheceu Nikolai Rubinstein, com quem mantinha um relacionamento complexo. Enquanto ela respeitava os talentos e a energia de Rubinstein, isso não a impedia de eventualmente discordar fortemente dele. 
Enquanto seu marido ainda estava vivo, Nadejda von Mekk começou a apoiar ativamente e promover jovens músicos, vários dos quais ela empregava continuamente, morando em sua casa e tocando suas obras favoritas. Ela contratou Claude Debussy como professor de música para suas filhas, e ele pediu sua permissão para se casar com uma delas. Ela não lhe deu seu consentimento, preferindo que suas filhas se casassem com homens de sua própria escolha, o que elas de fato fizeram. Contudo, todos os seus casamentos acabaram em divórcio. 
Em fevereiro de 1880, Mekk veio em auxílio do violinista polonês Henryk Wieniawski, que havia adoecido em Odessa durante uma turnê. Ela o levou para sua casa e providenciou tratamento médico para ele, mas ele morreu algumas semanas depois em Moscou.

## Relação com Tchaikovski

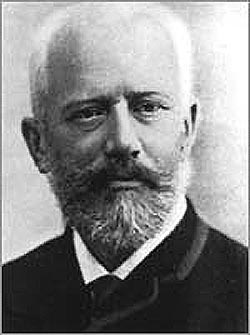
Piotr Ilitch Tchaikovski

Em 1877, von Mekk apoiou Iosif Kotek, um estudante e amigo de Piotr Ilitch Tchaikovski, recomendado a ela por Nikolai Rubinstein. Ela já estava habituada com o trabalho de Tchaikovski, incluindo seu poema sinfônico A Tempestade, e pediu a Rubinstein informações sobre ele. Ela escreveu ao compositor, apresentando-se como uma fervente admiradora, e comissionou peças para violino e piano para serem executadas em sua casa. Tchaikovski rapidamente aceitou os pedidos. Um de seus primeiros pedidos foi uma marcha fúnebre, hoje considerada perdida.
Conforme sua relação evoluiu, ela forneceu ao compositor uma pensão anual de 6.000 rublos, uma soma substancial, visto que funcionários públicos de baixo escalão ganhavam em média 300 a 400 rublos por ano. Essa soma permitiu a Tchaikovski abandonar seu posto como professor de música, e focar em tempo integral em seu trabalho criativo.  
Tchaikovski sentiu-se grato pelo apoio financeiro de von Mekk, embora sentisse-se desconfortável e de fato houvesse uma tensão subjacente na relação. Contudo, ambos acabaram lidando com essa estranheza com considerável delicadeza. Ainda assim, Tchaikovski não pôde deixar de sentir-se vagamente desconfortável com os favores com que von Mekk honrava-o. Ele escreveu francamente a ela sobre isso: "... nas minhas relações com você há sempre a desconfortável circunstância de que, toda vez que escrevemos um para o outro, o dinheiro aparece em cena."

### Amizade por correio
Eles trocaram uma correspondência significativa, de cerca de 1.200 cartas entre 1877 e 1890. Os detalhes que compartilhavam eram extraordinários para duas pessoas que nunca se encontraram. Ele mostrou-se  mais aberto para com ela, sobre sua vida privada e seus processos criativos, do que para qualquer outra pessoa. Sua opinião se tornou tão importante para ele que, após os críticos atacarem sua Quinta Sinfonia, ela apoiou-o a  perseverar com sua composição. Mekk morreu acreditando que todas essas cartas haviam sido destruídas. Quando Tchaikovski recebeu seu pedido para fazê-lo, ele assegurou-a que as havia destruído mas as guardou em segredo.
Nadejda von Mekk mostrou-se um duradouro defensor  de Tchaikovski e de suas obras, mas o vínculo dependia de que eles não se encontrassem pessoalmente. Ela desejava preservar Tchaikovski como seu ideal de um compositor-filósofo, muito parecido com o Übermensch  de que escrevia Friedrich Nietzsche. Tchaikovski entendeu isso, escrevendo para Mekk: "Você está realmente certa, Nadejda Filaretovna, ao supor que sou de uma disposição compatível com seus sentimentos espirituais incomuns, que eu entendo completamente".
Os dois se encontraram em uma ocasião, puramente por acaso, em agosto de 1879, enquanto Tchaikovski estava hospedado na propriedade de Mekk em Simaki. Ele tinha ido para a sua caminhada diária na floresta um pouco mais cedo do que o habitual, sem saber que ela estava atrasada para sua jornada diária através da mesma área com o resto de sua família. Como resultado, eles ficaram cara a cara por alguns instantes. Ele inclinou o chapéu educadamente, ela ficou perplexa, mas nenhuma palavra foi dita. Ele escreveu para ela na mesma noite para pedir desculpas pela violação inadvertida de seu acordo. Ela respondeu, dizendo que não havia nada para se desculpar, e ela até o convidou para visitar sua casa para ver suas novas pinturas, mas numa época em que ela estaria ausente.
No ano anterior, enquanto permanecia em sua casa em Florença, Tchaikovski tinha visto ela e sua comitiva passarem todas as manhãs;  e eles também vislumbraram um ao outro na ópera, mas apenas à distância. Alexander Poznansky diz sobre este último encontro: "Não está claro se os dois estarem no teatro foi totalmente acidental ou arranjado pela Sra. Von Mekk para vê-lo."

### Dedicação da Quarta Sinfonia
Tchaikovski, em sinal de agradecimento, dedicou a von Mekk a sua Sinfonia nº 4. Isso foi importante porque, devido à natureza do patrocínio artístico na sociedade russa, o patrono e o artista eram considerados parceiros. Dito de outro modo, dedicações de obras aos clientes eram manifestações de parceria artística. Ao dedicar a Quarta Sinfonia a Nadejda von Mekk, ele a afirmava como parceira em sua criação.

### União simbólica e tensa

Anna von Mekk, sobrinha de Tchaikovski, com seu marido Nikolai

Em 1883, o filho de Nadejda von Mekk, Nikolai, casou-se com a sobrinha de Tchaikovski, Anna Davidova, depois de cinco anos de esforços de Mekk e Tchaikovski. Mekk, que estava em Cannes na época, não compareceu ao casamento, mantendo-se fiel ao seu costume de evitar qualquer contato com as famílias dos cônjuges de seus filhos. No entanto, Tchaikovski compareceu, encontrando o resto do clã Mekk.
A princípio, tanto Mekk quanto Tchaikovski se regozijaram com esse acontecimento, vendo nele uma consumação simbólica de seu próprio relacionamento, mas os acontecimentos posteriores os fariam questionar suas intenções. Anna, extremamente forte, dominou o marido. Ela também se opunha à sogra em relação a questões familiares. Em vez de aproximar Nadejda von Mekk e Tchaikovski, a união de Anna e Nikolai pode ter ajudado a criar uma barreira entre eles. Tchaikovski praticamente deserdou sua sobrinha em um esforço para evitar um desentendimento, enquanto Mekk escondia dele seus verdadeiros sentimentos sobre o que estava acontecendo.[carece de fontes?]

### A ruptura
Em outubro de 1890, von Mekk enviou a Tchaikovski um subsídio de um ano adiantado, junto com uma carta terminando com seu patrocínio. Ela afirmava estar à beira da falência. O mais surpreendente sobre a ruptura foi o quão repentina ela ocorreu. Apenas uma semana antes, ela lhe enviara uma carta tipicamente íntima, amorosa e confessional. A carta tratava em grande parte de como seus filhos estavam desperdiçando sua futura herança.[carece de fontes?]
Essa era uma irritação persistente de Mekk e não necessariamente um aviso de que ela cortasse seu patrocínio de Tchaikovski. No entanto, uma explicação lógica de conceder-lhe a mesada de um ano de uma vez seria que ela temia não ter fundos para honrar seu arranjo habitual de prestações mensais. Outros descontam essa ideia. De forma também reveladora, Mekk pediu a Tchaikovski, em sua última carta, que não a esquecesse.[carece de fontes?]
Dois fatos contribuíram para a decisão de Nadejda von Mekk de fazer o intervalo: 
1. Por 1890, ela estava gravemente doente. Ela estava nos últimos estágios da tuberculose e sucumbiria dois meses após a morte de Tchaikovski. Uma atrofia de seu braço tornou a escrita quase impossível. Ditar cartas por meio de terceiros teria sido estranho - especialmente mensagens tão francas, informais e pessoais quanto as que ela e Tchaikovski haviam trocado.
2. Ela estava sob intensa pressão familiar para terminar o relacionamento. Seus filhos ficaram constrangidos por sua proximidade com Tchaikovski. Havia fofocas da sociedade sobre o compositor e "La Mekk". Cada vez mais, pelo menos aos olhos de parentes hostis, a situação parecia escandalosa. Pior, para eles, continuara a tomar o dinheiro de Mekk livremente, mesmo depois de ter recebido uma pensão generosa do czar Alexandre III. Com o agravamento da situação financeira dos filhos, eles ficaram mais decididos a terminar o acordo entre a mãe e Tchaikovski. Em meados de 1890, durante um período de dois meses, ela foi visitada por todos, menos um de seus filhos mais velhos, e pode até mesmo ter recebido um ultimato final. A carta final e pagamento de Mekk para Tchaikovski foram entregues por um servidor de confiança dela, Ivan Vasiliev, por quem ele nutria sentimentos calorosos. Ela nunca havia enviado nada para ele dessa maneira, e sempre enviara cartas e cheques por correio.

Von Mekk também sabia que Tchaikovski estava precisando de dinheiro, apesar das grandes somas que ela lhe dava. Tchaikovski era um mau administrador de dinheiro e pedia-lhe a mesada do ano seguinte com vários meses de antecedência. Sabendo deste hábito, ela poderia ter antecipado que ele precisava do dinheiro.[carece de fontes?]

### Possível reconciliação
Galina von Mekk - filha do filha de Nikolai von Mek e da sobrinha de Tchaikovski, Anna, afirmou que a ruptura foi secretamente curada. Em setembro de 1893, apenas algumas semanas antes da morte de Tchaikovski, Anna estava prestes a partir para Nice, onde Nadejda von Mekk estava morrendo, e Tchaikovski pediu-lhe que pedisse perdão à sua antiga amiga, pelo seu próprio silêncio. Este pedido de desculpas foi aceito de todo coração por Mekk, e retribuído. O biógrafo de Tchaikovski, David Brown, afirma que o relato de Galina "contém muitos rumores e muito dele é romanticamente intensificado". Independentemente disso, ele admite alguma plausibilidade em seu relato, especialmente porque Galina recebeu a história diretamente de sua mãe.

## Problemas financeiros
A alegação de falência de Nadejda von Mekk não era inteiramente falsa. Juntamente com sua fortuna, Karl von Mekk havia deixado uma quantia considerável de dívida após sua morte, e essa dívida provou ser muito mais extensa do que sua esposa já havia conhecido. Rumores dessa dívida começaram a circular publicamente no início da década de 1880. Tchaikovski a havia questionado sobre isso em suas cartas. 
O problema das dívidas foi agravado pela má gestão financeira dos negócios de Nadejda von Mekk por seu filho Vladimir. Embora ele fosse tão talentoso em relações públicas quanto seu pai estivera em engenharia, Vladimir provou ser tão extravagante quanto sua mãe em gastar. Ele era o favorito entre as crianças de Mekk, o que pode ter sido o motivo de sua mãe ter tolerado seus hábitos. Infelizmente, também foi em grande parte o que colocou ela e Vladimir contra seus irmãos e cunhada, Anna (sobrinha de Tchaikovski). Eles alegaram, entre outras coisas, que ele estava embolsando fundos da empresa para seu próprio uso. Independentemente da veracidade dessas acusações, a fortuna de von Mekk estava em grave risco financeiro. 
Em 1890, Vladimir von Mekk sofreu um colapso nervoso, e naquele verão sua mãe o removeu de sua posição. Seu substituto foi o assistente pessoal de sua mãe, Władysław Pachulski. Originalmente empregado como músico, Pachulski tornou-se membro da família casando-se com Julia von Mekk. Ele também era muito mais experiente em administração financeira do que Vladimir, e conseguiu salvar as propriedades de Mekk da bancarrota. Enquanto isso, descobriu-se que Vladimir tinha um caso avançado de tuberculose, a mesma doença da qual sua mãe sofreu, e ele morreria em 1892. 

## Morte
Nadejda von Mekk morreu de tuberculose em 13 de janeiro de 1894 em Nice, no sul da França, apenas dois meses após o falecimento de Tchaikovski. 
Após a morte de sua sogra, Anna von Mekk foi questionada sobre como a falecida recebera as notícias da morte de Tchaikovski. Ela respondeu: "Ela não suportou isso".